# Bułgarscy posłowie do Parlamentu Europejskiego 2019–2024
Bułgarscy posłowie IX kadencji do Parlamentu Europejskiego zostali wybrani w wyborach przeprowadzonych 26 maja 2019, w których wyłoniono 17 deputowanych. Pod koniec kadencji dwa mandaty przypadające DPS pozostały nieobsadzone.

## Posłowie według list wyborczych
GERB
- Asim Ademow
- Aleksandyr Jordanow
- Andrej Kowaczew
- Andrej Nowakow
- Ewa Maydell
- Emił Radew[1]

Bułgarska Partia Socjalistyczna
- Iwo Christow
- Elena Jonczewa
- Cwetelina Penkowa
- Sergej Staniszew
- Petyr Witanow

Ruch na rzecz Praw i Wolności
- Iłchan Kjuczjuk

WMRO – Bułgarski Ruch Narodowy
- Angeł Dżambazki
- Andrej Słabakow

Demokratyczna Bułgaria
- Radan Kynew (DSB)

Byli posłowie IX kadencji do PE
- Atidże Aliewa-Weli[2] (z listy DPS), do 18 czerwca 2024
- Iskra Michajłowa[3] (z listy DPS), do 18 czerwca 2024